# Symphyogyna brongniartii
Symphyogyna brongniartii là một loài rêu trong họ Pallaviciniaceae. Loài này được Mont. mô tả khoa học đầu tiên năm 1843.